# Madremaña
Madremaña (en catalán y oficialmente desde 1981 Madremanya) es un municipio español de la comarca del Gironés en la provincia de Gerona, Cataluña, situado al este de la comarca y en el límite con la del Bajo Ampurdán.

## Demografía
Madremaña cuenta con una población de 289 habitantes (INE 2024).
| Gráfica de evolución demográfica de Madremaña entre 1842 y 2021 |
| |
| Población de derecho según los censos de población del INE Población de hecho según los censos de población del INEEn 1887 crece el término del municipio porque incorpora a San Marti Vell En 1940 disminuye el término del municipio porque independiza a San Marti Vell |

## Economía
La economía de la población se basa básicamente en el sector primario, destacando la agricultura de secano y ganadería.

## Patrimonio

### Iglesia de Sant Esteve
La actual iglesia se construyó sobre un templo ya existente anteriormente documentado en el 1078. Fue erigida alrededor del año 1300 con un estilo arquitectónico románico tardío. Actualmente consta con influencia gótica y renacentista.
Fue incluida en el inventario de patrimonio Arquitectónico de Cataluña.

### Casco antiguo

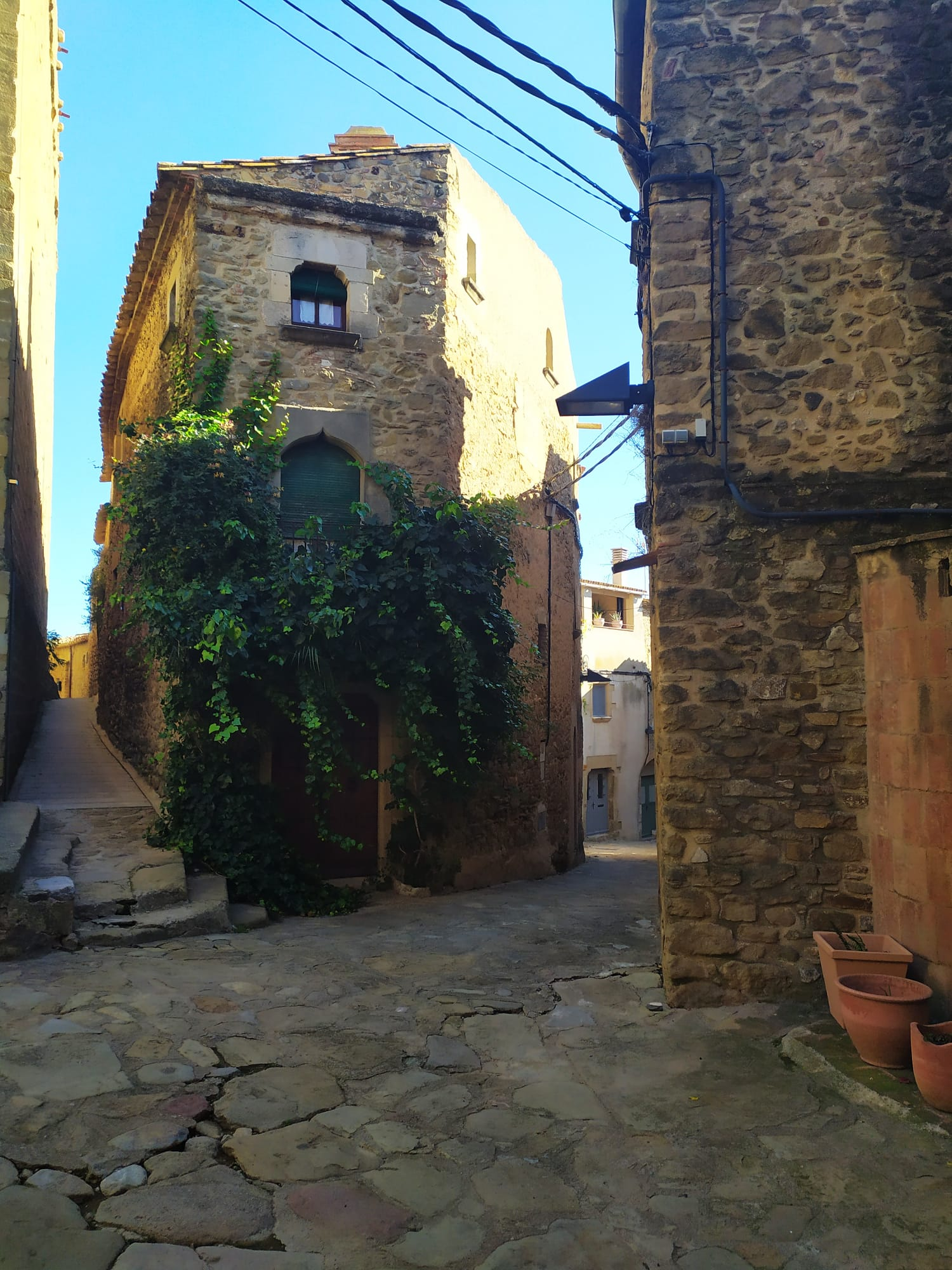
Casco antiguo

El casco antiguo de Madremaña se halla en una pequeña colina, presidido por la iglesia fortificada de Sant Esteve. Las viviendas se encuentran situadas formando la típica estructura defensiva medieval, las casas datan mayoritariamente del XVI, XVII i XVIII. Se conservan aún dos de las principales entradas a la antigua muralla, la puerta norte y la oeste.

### Castillo de Millàs
Castillo declarado como bien cultural de interés nacional, documentado desde el siglo XIII, actualmente no es accesible ya que es una propiedad privada.

### Cruz de Millàs
Una antigua cruz que marcaba el encruzamiento de los caminos de Madremaña con Púbol, Monells y San Sadurní de l'Heura. La cruz que hoy en día se puede presenciar es una reconstrucción del 2014 ya que la original fue destruida el año 1936.